# Камруп

Округа Ассама (6 — Камруп)

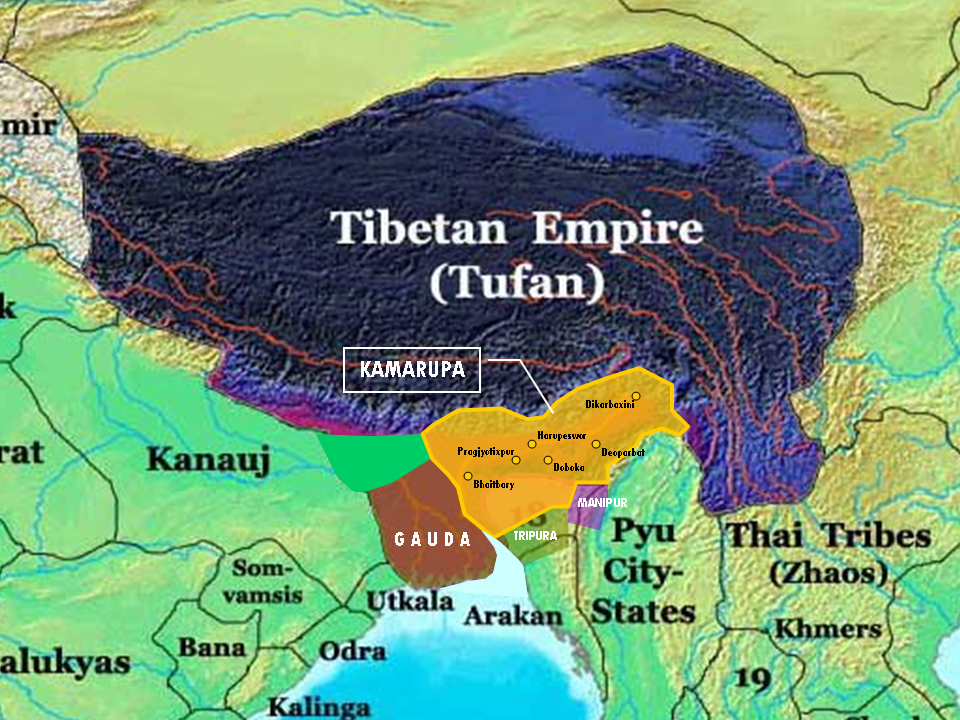
Царство Камарупа в VII-VIII веке

Камруп (ассам. কামৰূপ গ্ৰাম্যাঞ্চল জিলা; англ. Kamrup, иногда Кампур) — округ в индийском штате Ассам. Площадь округа — 4217 км². По данным всеиндийской переписи 2001 года население округа составляло 1 469 553 человека. 3 февраля 2003 года столица округа (и всего штата Ассам) Гувахати была выделена в Городской округ Камруп. Уровень грамотности взрослого населения округа до его разделения составлял 74,2 %, что немного ниже среднеиндийского уровня (59,5 %). Доля городского населения составляла 36 %.
Название округа происходит от древнего государства Камарупа, существовавшего в VII—X веках на территории Ассама и Бенгалии.
7 декабря 2003 в результате соглашения с ассамским сопротивлением Бодоланда было образовано Территориальное Объединение Бодоланд в составе штата Ассам, в которое также вошёл новообразованный округ Бакса, в который были включены северные районы округа Камруп.